# Ulrich VI van Sax

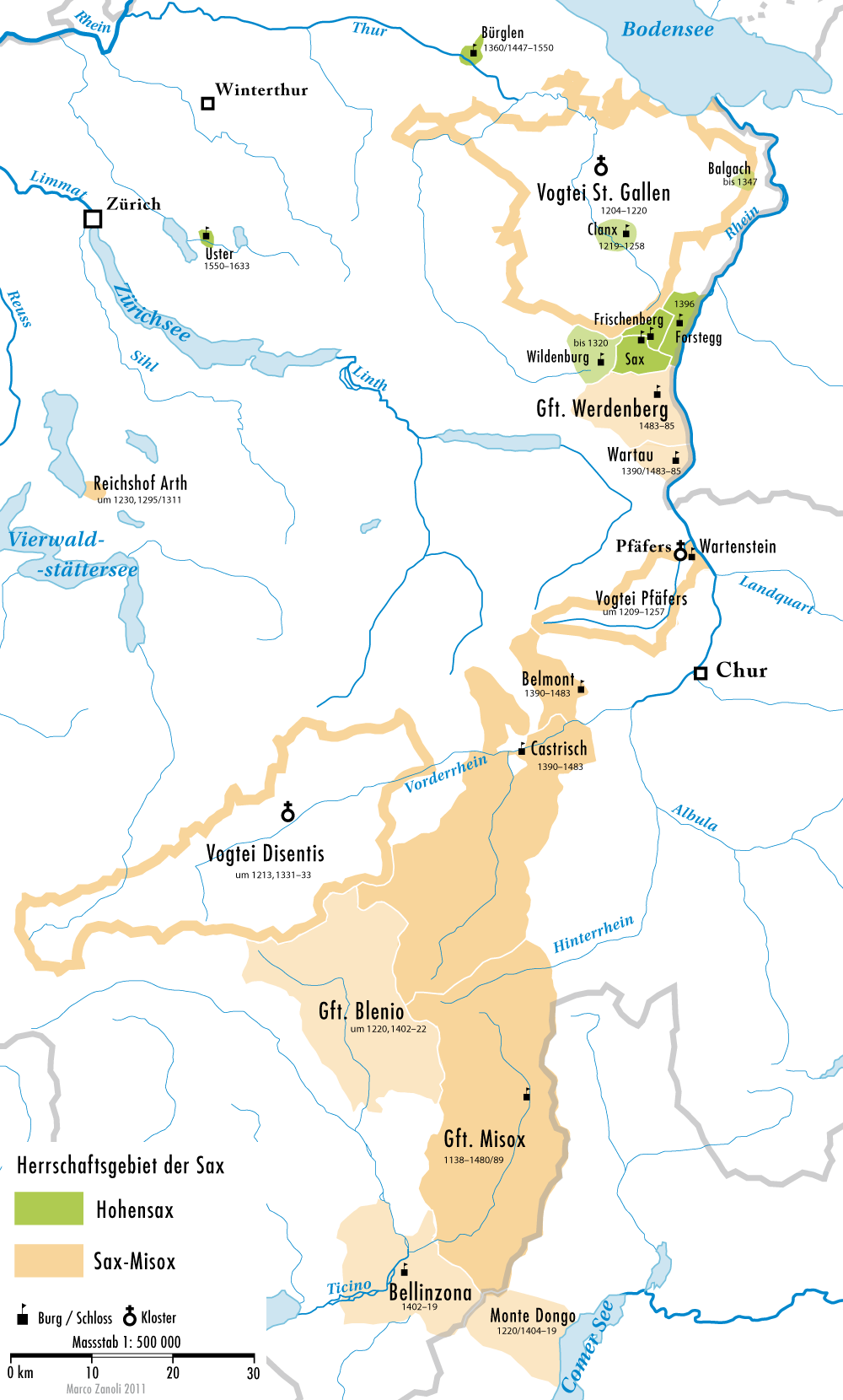
Bezit van de heren van Sax, op hun hoogtepunt: geheel Oost-Zwitserland

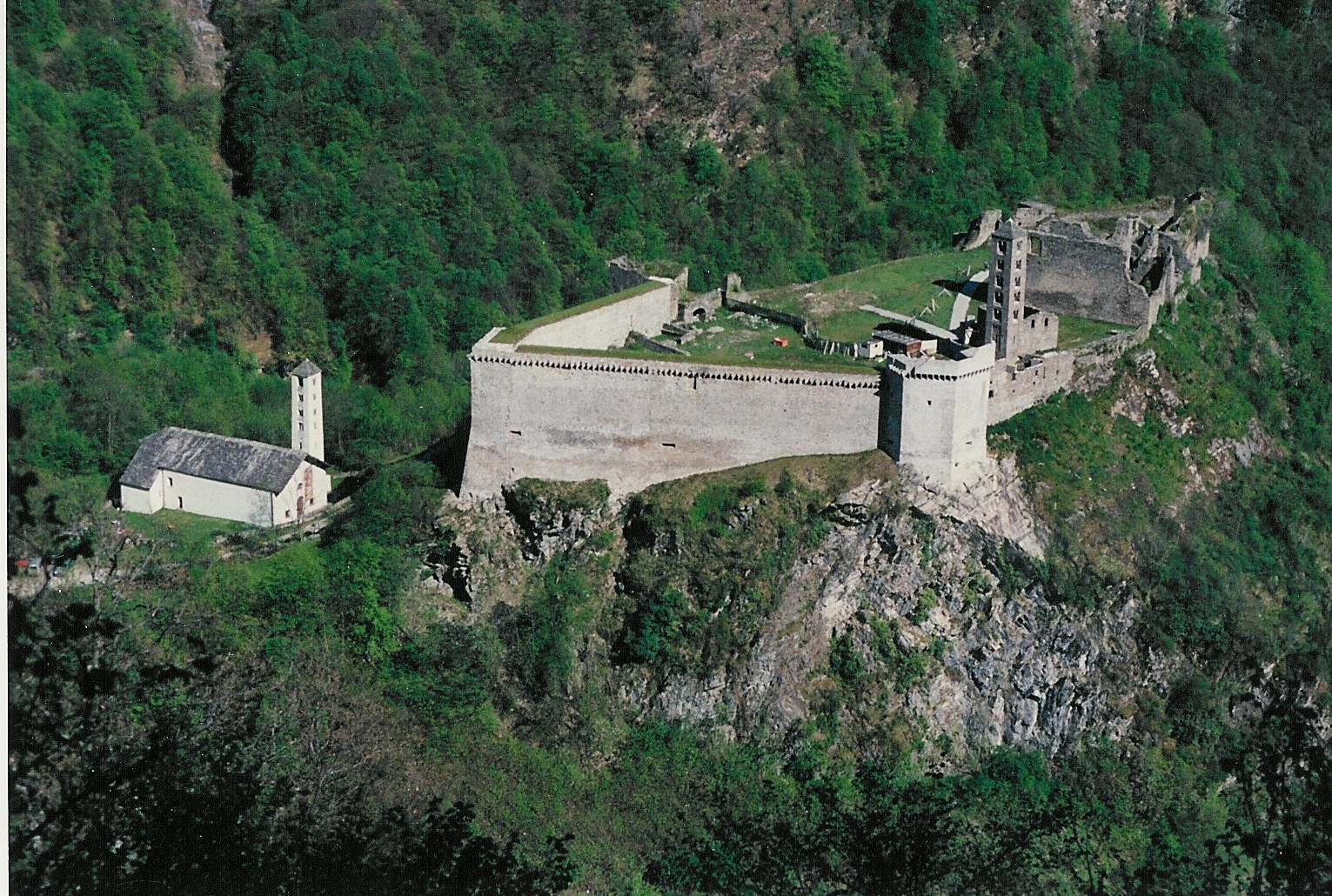
Kasteel van Mesocco: geboorteplaats van Ulrich van Sax

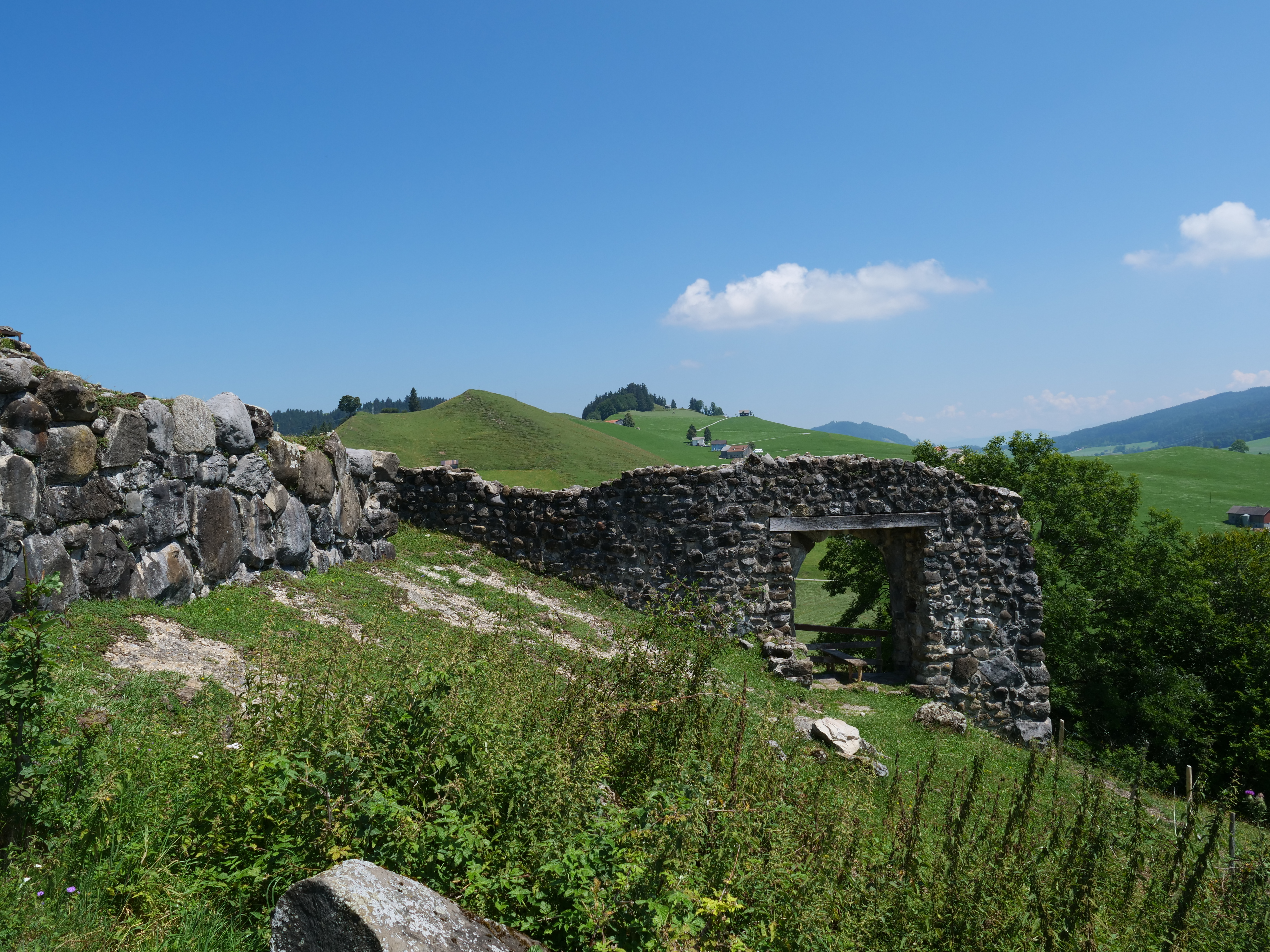
Ulrich liet burcht Clanx in Appenzell bouwen, thans ruïne.

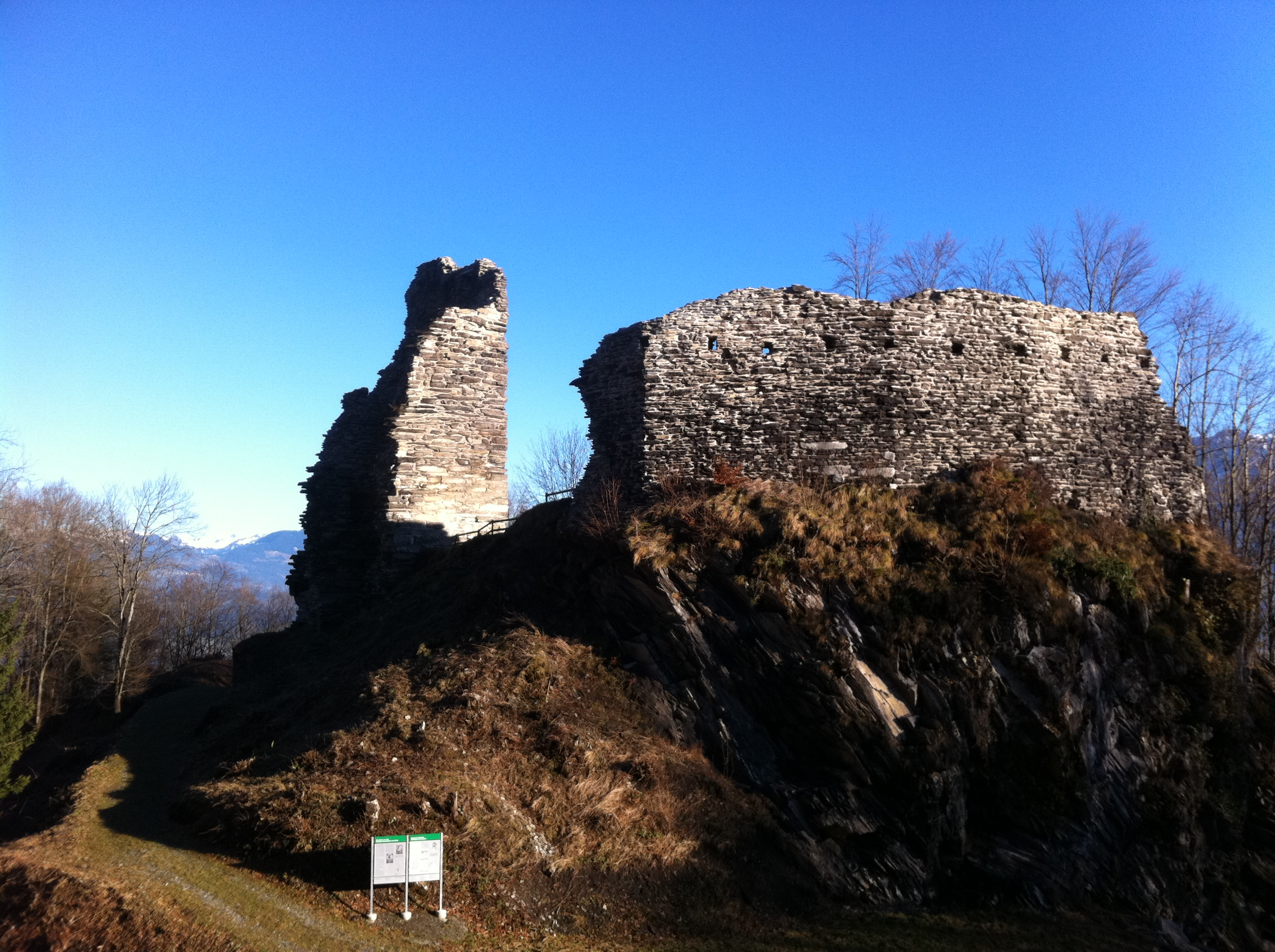
Ulrich liet burcht (Hohen)Sax bouwen in Sennwald, thans ruïne.

Burcht Rheineck (links ruïne): Ulrich verloor de controle over Rijn en Bodenmeer.

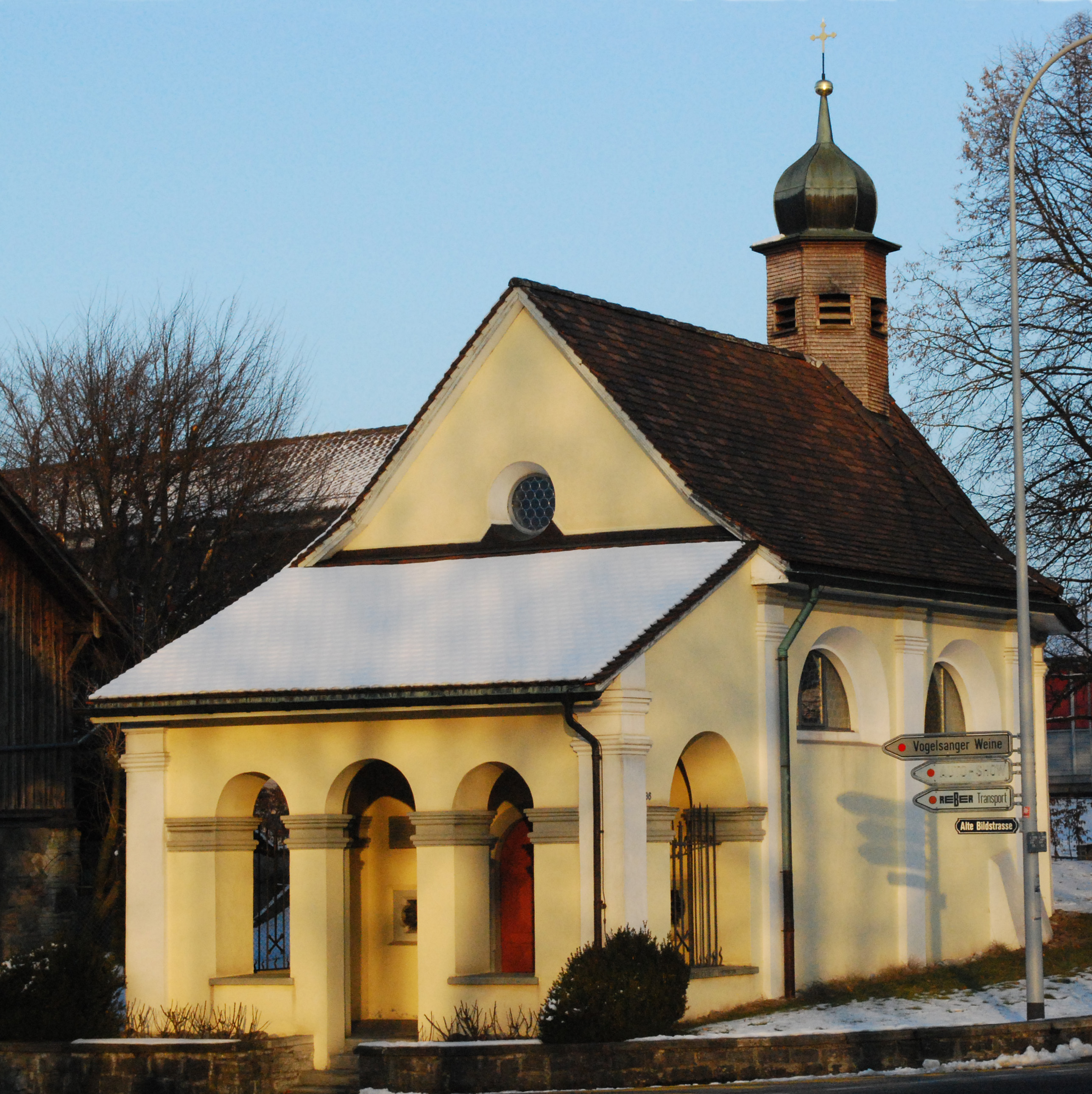
Sint-Barbarakapel in Sankt-Gallen: ter nagedachtenis van de gesneuvelden van Rheineck.

Ulrich VI van Sax (Mesocco, eind 12e eeuw – Sankt Gallen, 23 september 1220) was prins-abt van Sankt Gallen van 1204 tot zijn dood in 1220. Ulrich handhaafde de zuidelijke grens van het abdijvorstendom dankzij zijn familie. Aan de noordelijke grens verloor hij na een bloedige veldslag Rheineck, een strategisch interessante burcht aan het Bodenmeer.

## Levensloop

### Sax
Ulrich was een telg van de heren van Sax (Italiaans: Saccho) die hun stamgebied hadden in de Valle Mesolcina, vandaag een vallei in het kanton Graubünden. Vanuit hun burcht in Mesocco beheersten zij het hele gebied wat vandaag Oost-Zwitserland bestrijkt. De oom van Ulrich, Hendrik van Sax, was deken in de abdij van Sankt-Gallen en Ulrich trad reeds als jongeman in in deze abdij van benedictijnen. Oom Hendrik trok zich de opleiding van Ulrich aan. Zo stuurde Hendrik Ulrich voor hogere studies naar de universiteiten van Parijs en van Bologna. 

### Abt elect
Na zijn terugkomst verkoos het kapittel van Sankt-Gallen Ulrich tot hun abt; hij werd onder luid gejuich verkozen “clamore electus” (1204). Ulrich was nog niet tot priester gewijd en was ook niet gehaast dit te doen. Hij ontving bij koning Filips, Rooms-Duits koning, de wereldlijke regalia van prins van het vorstendom Sankt-Gallen op (1207). Zijn wijding tot priester en tot abt ontving hij vele jaren later, ergens na het jaar 1209. Intussen heerste prins Ulrich als abt elect of verkozen abt van Sankt-Gallen. Oom Hendrik stond hem continu bij in het bestuur van de abdij. 

### Zuidgrens
De zuidelijke grens van het abdijvorstendom werd onmiddellijk bedreigd door invallen van graaf Hugo van Montfort. De broer van abt Ulrich was Hendrik van Sax, naamgenoot van oom Hendrik. Hendrik, heer van Sax, vocht terug. Na de dood van koning Filips eiste Hendrik de wereldlijke voogdij op over de abdij van Sankt-Gallen. Het kapittel van Sankt-Gallen ging akkoord om de voogdij over te dragen aan Hendrik van Sax, broer van de abt.
Daarmee heerste Hendrik over de abdijen van Sankt-Gallen, Disentis en Pfäfers, drie abdijvorstendommen van het Heilige Roomse Rijk. De familie Sax bouwde haar machtsbasis met troepen uit, van Rheintal in het noorden tot aan het Comomeer in het zuiden. Met succes werd het graafschap Werdenberg veroverd op de heren van Montfort; het was een belangrijke territoriale schakel tussen de heerlijkheid Sax-Forstegg en het abtelijk graafschap Toggenburg, alle in handen van de familie Sax. De belagers uit het oosten, het graafschap Montfort, lieten zich niet meer zien. Met financiële hulp van Ulrich, bouwde Hendrik van Sax 2 forten om het rijk van de familie Sax te verdedigen. Het ging om de burcht Sax, later Hohensax genoemd, in Sennwald, alsook de burcht Clanx in Appenzell. Het werden militaire ankerpunten van de familie Sax. Het fort Clanx was het militair garnizoen in de nabijheid van de abdij van Sankt-Gallen, waar oom Hendrik vele praktische zaken regelde. Het fort (Hohen)Sax verbond Sankt-Gallen in het noorden met Werdenberg in het zuiden, en nog meer naar het zuiden, de abdijvorstendommen Pfäfers en Disentis, het stamland Misox alsook Bellinzona en Dongo aan het Comomeer.

### Noordgrens
De opvolger van koning Filips, keizer Otto IV, van de familie der Welfen, eiste de voogdij op van Sankt-Gallen (1209). Otto IV betaalde de familie Sax een belangrijke som geld, 300 Marken, om dit te bezitten. Hierna ontstond een twist tussen Werner von Staufen, prins-bisschop van Konstanz en prins-abt Ulrich over de burcht van Rheineck. Rheineck was een strategisch belangrijke burcht die controle gaf over het gebied waar de Rijn in het Bodenmeer loopt. Het kwam tot een bloedige veldslag tussen de bisschoppelijke troepen en de abtelijke troepen. Abt Ulrich verloor de veldslag en moest zich terugtrekken naar het zuiden in Rheintal (1209). In Sankt Gallen werden de doden van de veldslag begraven; later kwam er de Barbarakapel ter nagedachtenis van de gesneuvelden van de veldslag.

### Frederik II
De familie Sax was razend op keizer Otto IV, die het verlies van hun burcht Rheineck goedkeurde. Zij koos prompt de kant van de jonge keizer Frederik II, tijdens de Duitse troonstrijd. Zo steunden zij de afzetting van de Welf Otto IV (1212). Frederik II was een Hohenstaufen uit Sicilië die de steun van de machtige paus Innocentius III genoot. De jonge Frederik II reisde van Sicilië over de Alpen.
Prins-abt Ulrich wachtte Frederik op en begeleidde hem met militaire escorte van Chur via Sankt Gallen naar Bazel (1212). Voor keizer Frederik II was deze intrede in het Rooms-Duitse rijk van grote politieke betekenis. Frederik en Ulrich behielden verder vriendschappelijke relaties. Ulrich verbleef nog weinig in Sankt Gallen. Hij reisde keizer Frederik II achterna in diverse Duitse steden (1213-1219). Ulrich reisde tweemaal als gezant van Frederik II naar Rome: in 1216 bij paus Innocentius III en in 1217 bij paus Honorius III; telkens pleitte hij voor uitstel van Frederiks kruistocht. Frederik II had het immers te druk met het Rooms-Duitse Rijk. In deze periode kwamen de kerkelijke benoeming en abtswijding voor Ulrich helemaal in orde, met pauselijke instemming. 
Ulrich liet talrijke gebouwen optrekken in de abdij van Sankt-Gallen: een klokkentoren, aparte woonhuizen voor de monniken en andere abdijgebouwen.
In 1220 stierf prins-abt Ulrich in de abdij van Sankt Gallen ten gevolge van hevige koortsaanvallen. Op zijn graf stond onder meer equiparem minimis nec summis inferiorem: gelijk aan de minsten doch niet minder dan de allermachtigsten.
- Gemeinsame Normdatei: 136458890
- Historisch woordenboek van Zwitserland: 012944
- Virtual International Authority File: 80798631